# Autolinee Romano
La Romano Autolinee Regionali S.p.A. è una società per azioni fondata a Crotone nel 1922 che gestisce il trasporto pubblico urbano della città. Ha ottenuto la certificazione ISO 9001.

## Storia
Fondata nel 1922 a Strongoli dai fratelli Antonio, Luigi, Bernardo, Francesco e Michele Romano, l'azienda cominciò a divenire già operativa con il nome ditta Sebastiano Romano e Figli, e successivamente con F.lli Romano S.p.A. nel 1969.
All'inizio degli anni ottanta, la ditta cominciò ad incrementare il suo servizio di trasporto persone con le linee interregionali, a partire dalla realizzazione della linea Crotone-Roma e fino a coprire molte altre destinazioni italiane.
Nel 2000 nasce la Romano Autolinee Regionali S.p.A. per effetto della cessione del ramo d'azienda, relativo al trasporto pubblico locale, della F.lli Romano S.p.A.; oggi, la compagnia effettua servizi di tipo urbano (nella città di Crotone) e di tipo extraurbano nelle province di Crotone, Catanzaro, Cosenza e Vibo Valentia.

## Servizi gestiti
Le Autolinee Romano attualmente gestiscono:
- servizio urbano a Crotone;
- servizio extraurbano provinciale (provincia di Crotone);
- servizio extraurbano regionale (Calabria);
- servizio extraurbano nazionale (Italia), ora affidato a Flixbus;
- servizio noleggio autobus.